# Holm of Noss
Holm of Noss o Cradle Holm
è un isolotto disabitato delle Isole Shetland.

## Geografia e Geologia
È un isolotto piatto con salite verticali alte circa 49 metri, ed è adiacente all'isola di Noss, da cui dista 20 metri. Sia Holm of Noss che l'adiacente Faedda Ness on Noss sono isolotti pieni di grotte.

## Storia
L'altro nome dell'isola, "Cradle Holm", deriva da un piccolo montacarichi, che ha funto da collegamento tra l'isolotto e la più grande Noss, per circa 200 anni dal XVII secolo al 1864. Si diceva che fosse abbastanza grande da essere in grado di trasportare un uomo e una pecora.
É un isolotto disabitato delle Isole Shetland.
Nel 1864, il signor Walker, il possidente terriero dell'isola, fece smantellare il montacarichi per motivi di sicurezza e fece erigere un muro sulla vicina scogliera di Noss.